# 巴黎布里斯托尔酒店

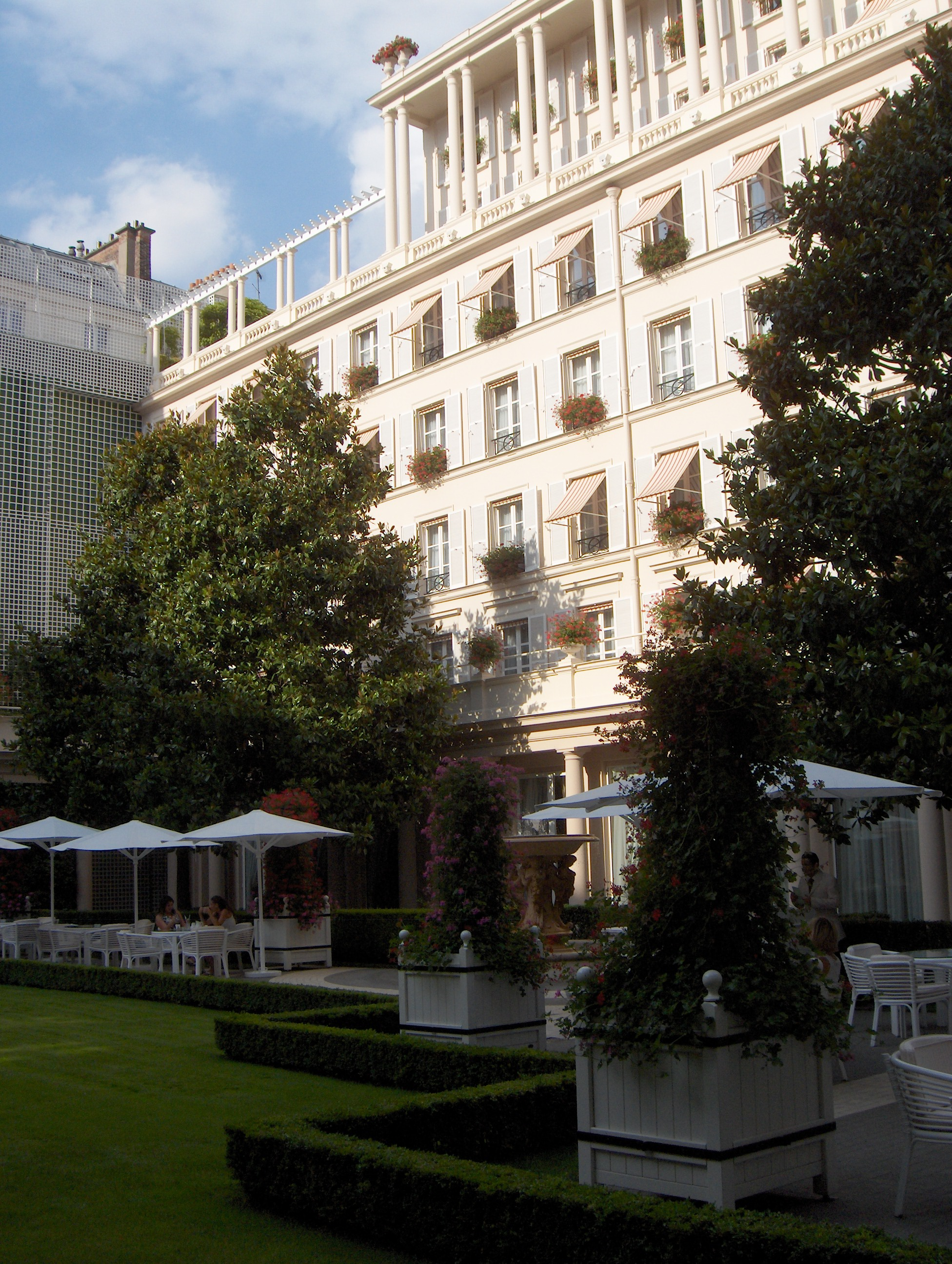

布里斯托尔酒店（Hôtel Le Bristol）是法國首都巴黎的一座五星級酒店，位於聖奧諾雷市郊路112號。這座酒店開業於1925年 。